# Manuel Fernández Caballero
Manuel Fernández Caballero, född 14 mars 1835 i Murcia, död 26 februari 1906, var en spansk tonsättare.
Han var elev till Soriano Fuertes och Eslava vid Madrids konservatorium, och var från 1856 en av de mest omtyckta kompositörerna av "zarzuelas" (operetter) i sitt hemland. Caballero har skrivit ett mycket stort antal sådana operetter, utöver kyrkomusik.